# Il natal di Giove
Il natal(e) di Giove (deutsch: „Die Geburt Jupiters“) ist ein Libretto zu einer Azione teatrale von Pietro Metastasio. Erstmals aufgeführt wurde es in der Vertonung von Giuseppe Bonno am 1. Oktober 1740 zum Geburtstag von Kaiser Karl VI. in den Privatgemächern der kaiserlichen Residenz der Favorita in Wien von den Erzherzoginnen Maria Theresia und Maria Anna, dem Prinzen Charles de Lorraine und zwei Mitgliedern des Hofstaates.
Eine englische Übersetzung des Librettos von Francis Olivari erschien 1797 unter dem Namen The Birth of Jupiter in Dublin.

## Handlung

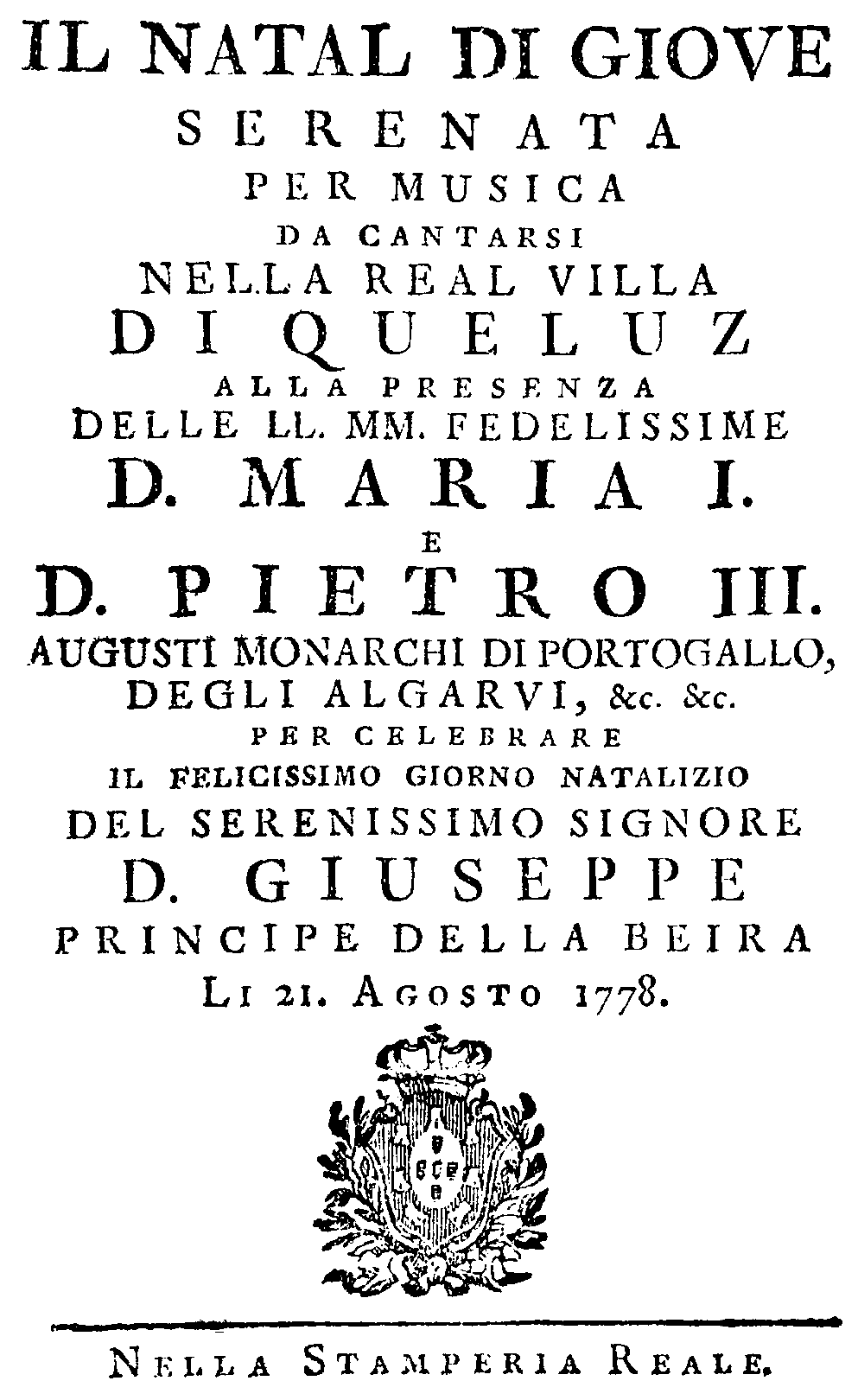
Titelblatt des Librettos, Musik von João Cordeiro da Silva, Lissabon 1778

“Nacque Giove, secondo le antiche favole, nel regno di Creta, e furone elette da’ Fati alla cura di lui le due Principesse Melite ed Amaltea. Da’ prodigj mal intesi, e dagli oracoli sinistramente interpretati, che precederonó il giorno del gran natale, si argomentò falsamente che fossero sdegnati gli Dei, e che una vittima illustre fosse necessaria a placarli. Fu grande l’inganno, ma non inutile; poichè l’angustia, ch’egli produsse, rese molto più viva la gioja della felicità inaspettata, esercitò la virtù degne di tanta gloria, e giustificò la scelta del Cielo.”

„Jupiter wurde der antiken Fabel zufolge in Kreta geboren. Das Schicksal verlangte, dass er unter der Aufsicht der beiden Prinzessinnen Melite und Amaltea erzogen werden sollte. Aus missverstandenen Vorzeichen und falsch interpretierten Orakeln, die dem Tag seiner Geburt vorangingen, wurde fälschlich geschlossen, dass die himmlischen Mächte beleidigt seien und dass ein vornehmes Opfer notwendig sei, ihren Zorn zu beschwichtigen. Groß war der Fehler, aber nicht unnütz; denn die Sorge, die dadurch entstand, machte die Freude über das unerwartete Glück viel lebendiger; sie stärkte die Tugend derer, die solch eines Ruhmes würdig waren und rechtfertigte die Auswahl des Himmels.“

Die folgende Inhaltsangabe basiert auf der englischen Übersetzung des Librettos von Francis Olivari.
Heiliger Wald in der Nähe des Tempels der Göttin Themis
Szene 1. Prinzessin Melite erwartet Adrasto, den Anführer der Korybanten. Adrasto wurde von ihrem Vater (Melisseus) die Verantwortung für sie und ihre Schwester Amaltea übertragen. Nun ist auf der Suche nach Amaltea, die von einem Waldspaziergang noch nicht zurückgekehrt ist. Er möchte die beiden Schwestern schnellstens in Sicherheit bringen, da ein Orakel verlangt hat, Themis ein königliches Opfer darzubringen. Dieses lautet wörtlich: „Es ist vergebens, dass Du den allmächtigen Kräften diese gewöhnlichen Opfer darbringst, um Kreta zu retten. Das Schicksal hat eine so große Ehre dem königlichen Blut verordnet.“ („Creta a render felice indarno a’ Numi / Queste vittime offrite: Ha destinato / Onor sì grande al regio sangue il fato.“) Adrasto erzählt Melite, dass das geplante Opfer für die Göttin noch nicht dargebracht werden konnte, weil es geflohen sei. Die Statue der Themis sei daraufhin von einer Wolke umschlossen worden. Als sie an eine Weggabelung kommen, von der aus ein Weg zum Hafen und ein anderer zum Tempel führt, erklärt Melite, dass sie sich entschlossen habe, dem Willen der Götter zu folgen und sich selbst als Opfer anzubieten. Sie möchte dadurch das Land zu retten und ihren Ruhm unsterblich machen. Adrasto versucht vergeblich, ihr diesen Gedanken auszureden.
Szene 2. Adrasto unterhält sich mit dem Themis-Priester Cassandro über Melites Entschluss. Cassandro bewundert sie dafür.
Szene 3. Amaltea kommt und fragt Cassandro nach dem Urteil der Göttin. Cassandro verweist sie an Adrasto, aber auch dieser fängt nur an zu stottern und bringt keine sinnvolle Antwort hervor. Cassandro entfernt sich.
Szene 4. Widerstrebend erzählt Adrasto Amaltea vom Orakel und von Melites Entschluss, sich als Opfer anzubieten. Amaltea ist entsetzt. Sie glaubt, ohne ihre geliebte Schwester Melite nicht leben zu können und macht sich ebenfalls auf den Weg zum Tempel, um Melites Platz am Altar einzunehmen. Sie ist fest entschlossen, ebenfalls zu sterben, falls das Opfer bereits vollzogen sein sollte.
Szene 5. Adrasto ist beeindruckt von dem tugendhaften Verhalten der beiden Schwestern, gibt aber die Hoffnung noch nicht auf.
Der erleuchtete Tempel der Göttin Themis
Szene 6. Auf einer Seite des Altars brennt ein Feuer. Ministranten halten die für das Opfer notwendigen Instrumente bereit. Cassandro begrüßt Melite, die weiterhin fest entschlossen ist, sich für das Wohl des Landes zu opfern.
Szene 7. Amaltea und Adrasto kommen hinzu. Amaltea versucht, die Opferhandlung zu stoppen und sich selbst als Opfer anzubieten. Cassandro erklärt jedoch, dass man das einmal erwählte Opfer nicht mehr austauschen dürfe. Es sei auch verboten, zwei Opfer am selben Tag vorzubringen. Melite versucht, ihre Schwester fortzuschicken, bringt es dabei aber nicht über sich, sie anzusehen. Das erschüttert Amaltea noch mehr. Da geschieht ein Wunder: Der Himmel steht in Flammen, der Tempel erbebt und eine strahlende Wolke steigt vom Himmel herab.
Szene 8. Als die Wolke die Statue der Göttin erreicht hat, öffnet sie sich langsam und enthüllt die Göttin Themis. Sie erklärt, dass die Tugend der Anwesenden ausreichend geprüft wurde und nun die Mysterien des Schicksals offenbart werden können. Heute werde Kreta Ruhm erlangen. Der Gott der Götter, Jupiter, werde durch seine Geburt diesen Boden ehren. Die beiden Schwestern seien für seine Erziehung auserwählt worden. Ein Adler erwarte sie am Berg Ida, um sie zu Jupiter zu führen.
Szene 9. Cassandro gibt zu, das Orakel falsch gedeutet zu haben. Aber sein Fehler könnte vom Himmel beabsichtigt gewesen sein. Melite ist von Emotionen überwältigt und zögert, ihrer überglücklichen Schwester in die Arme zu fallen. Amaltea aber möchte der ganzen Welt ihre Freude kundtun. Ein Freudenchor beendet das Stück.

## Gestaltung
Ein Jahr nach dem Ende des Russisch-Österreichischen Türkenkriegs mit dem Frieden von Belgrad bekam Metastasio den Auftrag, zum Geburtstag Kaiser Karls VI. dieses Werk zu schreiben. Mit drei Frauen- und zwei Männerrollen entspricht die Besetzung derjenigen von Metastasios für professionelle Stimmen geschriebenen Serenaten. Im Gegensatz zu seinen meisten anderen Werken dieses Typs ist die Handlung hier in zwei Szenen aufgeteilt, die im Wald und im Tempel spielen. Als literarisches Modell Metastasios lässt sich die Antigone von Sophokles ausmachen.
Die Geburtstagsfeier verbindet sich hier mit dem Motiv des Heroismus, das Metastasio auch in vielen seiner zu Ehren Karls VI. geschriebenen Opernlibretti der vorausgehenden Jahre wie La clemenza di Tito, Temistocle und Attilio Regolo aufgegriffen hatte. Karl VI. wird mit Jupiter assoziiert. Aber auch die Darstellerinnen der Hauptrollen, Maria Theresia und ihre Schwester Maria Anna, werden zu antiken Heldinnen stilisiert. Besonders tugendhaft ist Melite (Maria Theresia) durch ihre freie Entscheidung, sich als Opfer anzubieten. Die Tugend ihrer Schwester Amaltea (Maria Anna) ist eher nachrangig, da ihr Opferwunsch lediglich darauf basiert, nicht ohne ihre Schwester leben zu können. Das scheinbar unausweichliche tragische Ende kann nur durch die Erscheinung einer Dea ex machina gelöst werden, die Metastasio die Möglichkeit gab, ein Lob auf die beiden Heldinnen auszusprechen.
Durch die Identifikation der handelnden Personen mit dem Widmungsträger und den Ausführenden kam es zu dem Widerspruch, dass die Prinzessinnen die Aufgabe erhalten, Jupiter zu erziehen, obwohl dieser ihr Vater ist. Ein ähnliches Problem hatte Metastasio bereits in La contesa de’ numi von 1729, wo Jupiter mit dem neugeborenen Dauphin gleichgesetzt wurde. Er versuchte es zu umgehen, indem er Jupiter zwei Funktionen gleichzeitig zuwies: Er ist sowohl das prophezeite Kind als auch bereits der König der Götter (der Vater von Maria Theresia und Maria Anna). Zudem mied er an der entscheidenden Stelle den konkreten Begriff der „Geburt“ und ersetzte ihn durch die ungenaue Umschreibung „Jupiter weilt bei Euch“ („Giove è fra voi“).

## Vertonungen
Folgende Komponisten vertonten dieses Libretto:
| Komponist                   | Uraufführung                                        | Aufführungsort | Anmerkungen                                                                                      |
| --------------------------- | --------------------------------------------------- | -------------- | ------------------------------------------------------------------------------------------------ |
| Giuseppe Bonno              | 1. Oktober 1740, Theater der Favorita               | Wien           | „azione teatrale“ zum Geburtstag von Kaiser Karl VI.                                             |
| Johann Adolph Hasse         | 3. August oder 7. Oktober 1749, königliches Schloss | Hubertusburg   | „serenata“ zum Geburtstag von König August III.                                                  |
| Plá                         | 1752                                                |                |                                                                                                  |
| Gaetano Latilla             | 1757, Real Teatro del Buen Retiro                   | Madrid         | enthält die Arie „Vuoi per sempre abbandonarmi“ von Farinelli                                    |
| Joseph Frieberth            | zwischen 1764 und 1774                              | Passau         | auch in der Jesuitenschule in Severomoravský kraj; verschollen                                   |
| Luciano Xavier Santos       | 29. Juni 1766, Palazzo Queluz                       | Lissabon       | „dramma per musica“                                                                              |
| Andrea Lucchesi             | 13. Mai 1772, Hoftheater                            | Bonn           | „componimento drammatico“ zum Geburtstag des Kölner Erzbischofs Maximilian Friedrich             |
| João Cordeiro da Silva      | 21. August 1778, Palazzo Queluz                     | Lissabon       | „serenata“ zum Geburtstag von Joseph, dem Prinzen von Beira (Joseph Franz, der Sohn Peters III.) |
| Aloisio Lodovico Fracassini | unbekannt                                           |                | verschollen                                                                                      |

## Digitalisate
1. 1 2  Pietro Metastasio, Francis Olivari: Three dramatic pieces of Metastasio. The dream of Scipio. The Birth of Jupiter. Astrea appeased. Dublin 1797 (online bei Google Books).
2. 1 2  Libretto (italienisch) der Serenata von Giuseppe Bonno, Wien 1740 als Digitalisat beim Münchener Digitalisierungszentrum.
3. ↑  Partitur der Arie „Vuoi per sempre abbandonarmi“ von Farinelli (Carlo Broschi) als Digitalisat beim International Music Score Library Project.
4. ↑  Libretto (italienisch)  der Oper von João Cordeiro da Silva, Lissabon 1778. Digitalisat im Corago-Informationssystem der Universität Bologna.